# Cratere Africanus Horton
Africanus Horton è un cratere d'impatto presente sulla superficie di Mercurio, a 51,02° di latitudine sud e 41,29° di longitudine ovest. Il suo diametro è pari a 140 km. 
Il cratere è dedicato allo scrittore sierraleonese Africanus Horton.